# Stardust (Natalie Cole)
Stardust è un album della cantante statunitense Natalie Cole, pubblicato dall'etichetta discografica Elektra il 24 settembre 1996.
Dall'album, disponibile su compact disc e musicassetta (doppia), viene tratto il singolo When I Fall in Love.

## Tracce
1. There's a Lull in My Life
2. Stardust
3. Let's Face the Music and Dance
4. Teach Me Tonight
5. When I Fall in Love (con Nat King Cole)
6. What a Difference a Day Made
7. Love Letters
8. He Was Too Good to Me
9. Dindi
10. Two for the Blues
11. If Love Ain't There
12. To Whom It May Concern
13. Where Can I Go Without You?
14. Ahmad's Blues
15. Pick Yourself Up
16. If You Could See Me Now
17. Like a Lover
18. This Morning It Was Summer
19. When I Fall in Love (Spanish)